# Franco Bricola
Franco Bricola (Novi Ligure, 19 settembre 1934 – Parigi, 29 maggio 1994) è stato un giurista italiano, esperto di diritto penale.

## Biografia
Laureatosi in Giurisprudenza presso l'Università degli Studi di Pavia, dove fu alunno del Collegio Cairoli, nel 1957 a 23 anni, con Pietro Nuvolone; fu professore di diritto penale dal 1967 presso l'Università di Bologna, dove tenne la cattedra fino alla sua prematura scomparsa, salvo una breve parentesi presso l'Università degli Studi di Roma "La Sapienza".
Indiscusso caposcuola di quella che viene tuttora definita come "Scuola di Bologna", vanta tra i suoi allievi alcuni dei principali docenti della materia, tuttora in attività, tra cui Gabriele Fornasari, Franco Tagliarini, Filippo Sgubbi, Luigi Stortoni, Umberto Guerini, Gaetano Insolera, Alessandro Gamberini, Marco Zanotti, Massimo Pavarini, Stefano Canestrari, Lorenzo Picotti, Massimo Donini, Alberto Cadoppi, Alessandro Melchionda e Nicola Mazzacuva.
Nel 1988 il guardasigilli dell'epoca, Giuliano Vassalli, lo chiama a far parte del comitato di studiosi incaricato della preparazione di una proposta di riforma del codice penale. I lavori di questa piccola commissione saranno utilizzati dalle commissioni che saranno nominate in seguito.
È morto prematuramente a Parigi il 29 maggio 1994. Gli è stata intitolata la camera penale di Bologna.

## Teoria costituzionale del bene giuridico
Intorno al 1970 si occupa di ricercare la definizione di bene giuridico. La tendenza, praticamente abbandonata dall'inizio della guerra, vede in Bricola uno dei migliori esponenti italiani. Il suo pensiero viene inserito nell'opera Teoria Costituzionale di bene giuridico per la quale prese spunto dall'articolo 13 della Costituzione Italiana che definisce la libertà personale come inviolabile.
Se la pena limita (direttamente o indirettamente) la libertà personale (un bene costituzionalmente rilevante), allora anche il fatto di reato deve essere apprezzabile a livello costituzionale. Cerca così di bilanciare pena e reato per mezzo della costituzione.
Secondo Bricola dovevano però essere presi in considerazione anche i beni impliciti scritti in costituzione (per non limitarli numericamente).
In base a questa teoria gli furono mosse diverse critiche:
- Attraverso questa estensione si ha un eccessivo allargamento, e il limite forte perde valore.
- Costituzione è un po' datata. Alcuni diritti potevano non essere rilevanti nel '48, ma oggi sì.
- Rischio di vincolare troppo il legislatore alla costituzione.

Ancora oggi la teoria del Bricola appare alquanto significativa: il legislatore deve considerare penalmente rilevante anche la lesione a beni costituzionalmente riconosciuti.

## Appartenenza alla massoneria
Franco Bricola figura fra gli affiliati alla massoneria, secondo quanto riportato, alla fine degli anni '80, da un rapporto della DIGOS sulle logge massoniche bolognesi.